# Sweeney Ranch (Wyoming)
Sweeney Ranch es un lugar designado por el censo ubicado en el condado de Sweetwater en el estado estadounidense de Wyoming. En el año 2000 tenía una población de 17 habitantes y una densidad poblacional de 0.81 personas por km².

## Geografía
Sweeney Ranch se encuentra ubicado en las coordenadas 41°28′55.06″N 109°0′36.65″O / 41.4819611, -109.0101806. Según la Oficina del Censo, la localidad tiene un área total de 21 km² (8,1 mi²), de la cual 21 km² (8,1 mi²) es tierra y 0 km² (0 mi²) (0.0%) es agua.

### Localidades adyacentes
El siguiente diagrama muestra a las localidades en un radio de 80 kilómetros (49,7 mi) de Sweeney Ranch.

## Demografía
En el 2000 la renta per cápita promedia del hogar era de $31.250, y el ingreso promedio para una familia era de $0. El ingreso per cápita para la localidad era de $31.000. En 2000 los hombres tenían un ingreso per cápita de $31.250 contra $0 para las mujeres. Ninguno de la población estaba bajo el umbral de pobreza nacional.